# Neogaerrhinum strictum
Neogaerrhinum strictum är en grobladsväxtart som först beskrevs av William Jackson Hooker och Arnott, och fick sitt nu gällande namn av Werner Hugo Paul Rothmaler. Neogaerrhinum strictum ingår i släktet Neogaerrhinum och familjen grobladsväxter. Inga underarter finns listade i Catalogue of Life.